# Río Santa Bárbara
El río Santa Bárbara, también conocido como río de Gualaceo por su ubicación en el cantón de Gualaceo,  es un río ecuatoriano. Forma parte de la cuenca Sígsig-Gualaceo ubicada en el valle homónimo, drena el área de Sígsig, Chordeleg y Gualaceo, ubicada entre los 2 500 y 2 200 m s. n. m..

## Historia
Este río fue importante en la época precolombina y durante la colonización española, al ser un importante centro de lavado de oro. Fue por ello el principal centro aurífero de Cuenca durante la colonia.

## Hidrografía
La subcuenca del río Santa Bárbara forma parte de la cuenca del río Paute, que cubre un territorio total de 6 439 km². La cuenca del Santa Bárbara, está localizada en la provincia de Azuay entre la cordillera occidental y oriental hasta la desembocadura en el río Paute. Tiene una superficie de 947 km² y es una de las subcuencas más extensas de la cuenca del Paute. Drena las aguas de los cantones de Sígsig, Chordeleg y Gualaceo.

## Turismo
El río Santa Bárbara es uno de los principales atractivos turísticos del cantón Gualaceo. Es un lugar de esparcimiento y reunión familiar para los pobladores del cantón. Cada año atrae a muchos turistas, principalmente en los meses de febrero y marzo durante la celebración del carnaval.
También ha sido destinado para uso recreacional por sus habitantes en los últimos 40 años. Para ello han sido construidas varias canchas recreativas y una concha acústica para la celebración de conciertos y eventos que se realizan en la ribera derecha.

## Denominación

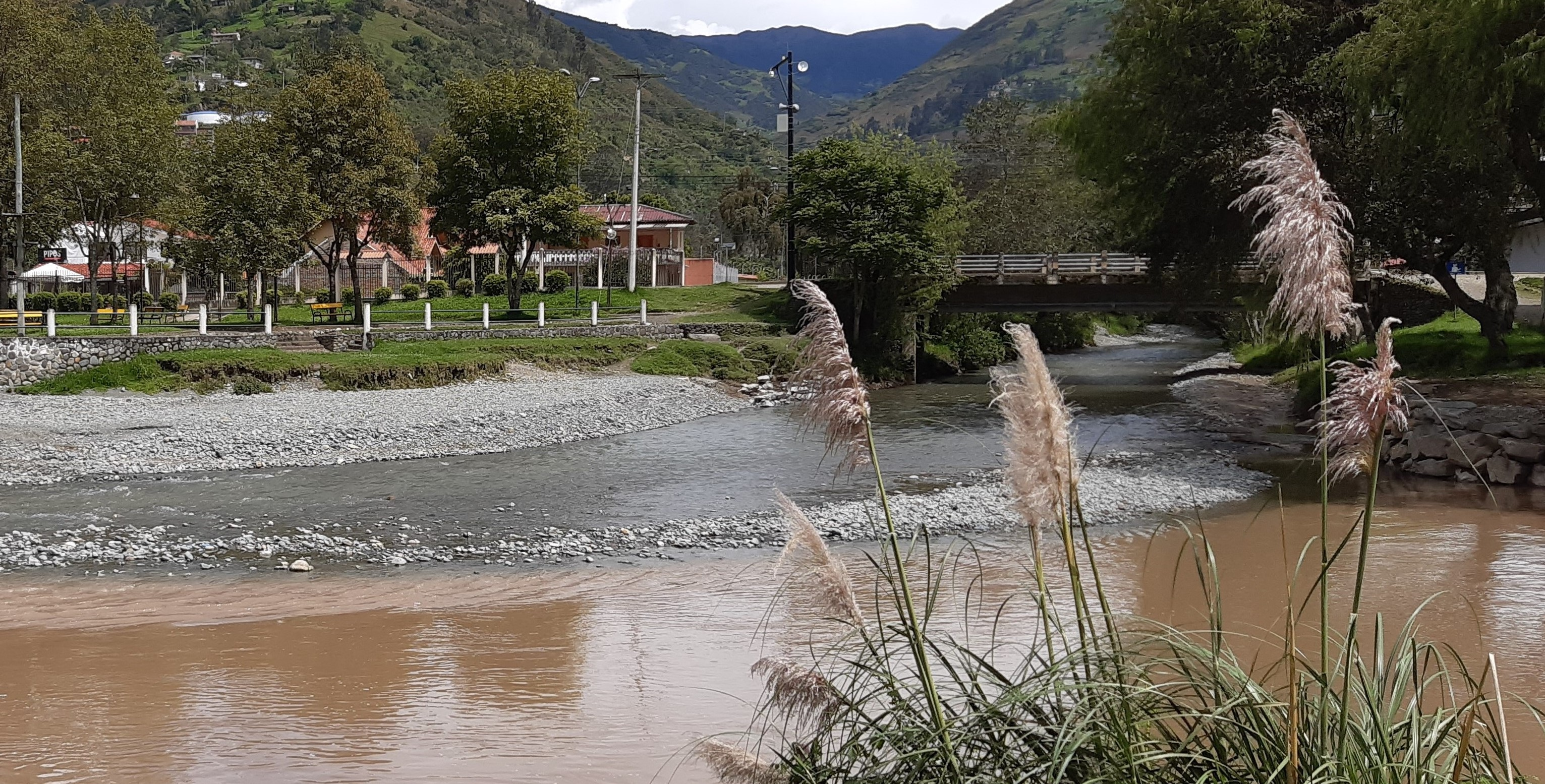
Confluencia de los ríos Santa Bárbara y San Francisco en la ciudad de Gualaceo

Este río tiene variaciones en su denominación dentro del cantón Gualaceo, debido a la falta de uniformidad en los registros cartográficos y la ausencia de información oficial, por lo que se indican las tres variaciones recogidas por Rodrigo Vázquez:
- Río Gualaceo, desde la confluencia del río Palmar con el río Santa Bárbara.[7]
- Río Gualaceo, desde la confluencia de los ríos San Francisco y Santa Bárbara.
- Río Santa Bárbara, desde su origen en las lagunas de Santo Domingo y Santa Bárbara hasta su confluencia con el río Cuenca, en el sector de Bullcay, para formar el río Paute .

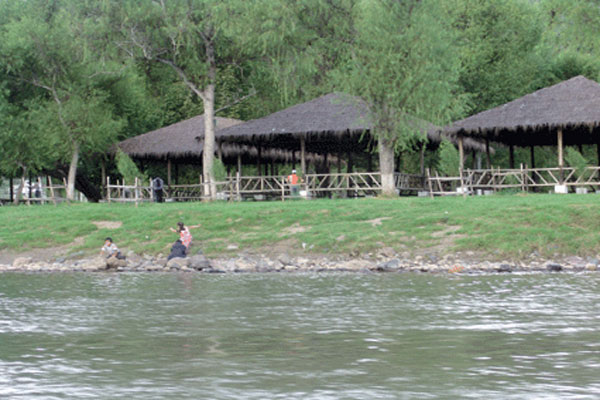
El río en el cantón Gualaceo.